# George Ogăraru
George Christian Ogăraru (Boekarest, 3 februari 1980) is een Roemeens coach en voormalig profvoetballer.

## Spelersloopbaan
Op 14 november 1998 maakte Ogararu zijn debuut voor de plaatselijke club Steaua Boekarest. In het seizoen 2001/2002 werd hij verhuurd aan de club CSM Reșița. Hetzelfde seizoen werd hij verhuurd aan de club Oțelul Galați. Voor beide clubs scoorde de verdediger een keer. In het seizoen 2002/2003 werd hij weer teruggehaald naar Steaua. In het seizoen 2005/2006 schakelde de Roemeen met zijn club sc Heerenveen uit in de UEFA Cup.
Op 23 mei 2006 tekende Ogararu een contract tot 2010 bij Ajax. Aanvankelijk was hij vaste waarde aan de rechterkant, maar na een periode waarin het slecht ging werd hem steeds minder speeltijd gegund. Toen hij ook nog concurrentie kreeg van Bruno Silva en Gregory van der Wiel werd hem verteld dat hij niet meer in de plannen voorkwam, daarom werd hij voor een jaar verhuurd aan Steaua Boekarest. In de zomer van 2009 keerde hij terug bij Ajax. In 2010 liep zijn contract bij Ajax af en hij tekende voor twee seizoenen bij FC Sion.

## Nationaal elftal
Op 24 maart 2005 speelde Ogararu zijn eerste interland voor Roemenië, tegen Nederland. Hij had een moeilijke verstandhouding met bondscoach Victor Pițurcă en mede daardoor werd hij niet meer opgeroepen. Vanaf het seizoen 2007/2008 leken alle problemen opgelost en was Ogararu een vaste waarde in het nationale elftal. Toevallig maakte hij zijn rentree in een wedstrijd tegen Nederland

## Carrièrestatistieken
| Seizoen         | Club                      |                      | Competitie        | Competitie | Competitie | Beker | Beker | Internationaal | Internationaal | Overig | Overig | Totaal | Totaal |
| Seizoen         | Club                      | Wed.                 | Competitie        | Dlp.       | Wed.       | Dlp.  | Wed.  | Dlp.           | Wed.           | Dlp.   | Wed.   | Dlp.   |        |
| --------------- | ------------------------- | -------------------- | ----------------- | ---------- | ---------- | ----- | ----- | -------------- | -------------- | ------ | ------ | ------ | ------ |
| 1998/99         | Steaua Boekarest          | Vlag van Roemenië    | Liga 1            | 5          | 0          |       |       | 0              | 0              |        |        | 5      | 0      |
| 1999/00         | Steaua Boekarest          | Vlag van Roemenië    | Liga 1            | 7          | 0          |       |       | 1              | 0              |        |        | 8      | 0      |
| Club totaal     | Club totaal               | Club totaal          | Club totaal       | 12         | 0          | 0     | 0     | 1              | 0              | 0      | 0      | 13     | 0      |
| 2000/01         | → CSM Reșița (huur)       | Vlag van Roemenië    | Liga 2            | 25         | 1          |       |       | —              | —              | —      | —      | 25     | 1      |
| Club totaal     | Club totaal               | Club totaal          | Club totaal       | 25         | 1          | 0     | 0     | 0              | 0              | 0      | 0      | 25     | 1      |
| 2001/02         | → Oțelul Galați (huur)    | Vlag van Roemenië    | Liga 1            | 20         | 1          |       |       | —              | —              | —      | —      | 20     | 1      |
| Club totaal     | Club totaal               | Club totaal          | Club totaal       | 20         | 1          | 0     | 0     | 0              | 0              | 0      | 0      | 20     | 1      |
| 2002/03         | Steaua Boekarest          | Vlag van Roemenië    | Liga 1            | 23         | 0          |       |       | —              | —              | —      | —      | 23     | 0      |
| 2003/04         | Steaua Boekarest          | Vlag van Roemenië    | Liga 1            | 16         | 0          |       |       | 3              | 0              | —      | —      | 19     | 0      |
| 2004/05         | Steaua Boekarest          | Vlag van Roemenië    | Liga 1            | 28         | 2          |       |       | 12             | 0              | —      | —      | 40     | 2      |
| 2005/06         | Steaua Boekarest          | Vlag van Roemenië    | Liga 1            | 25         | 1          |       |       | 18             | 0              |        |        | 43     | 1      |
| Club totaal1    | Club totaal1              | Club totaal1         | Club totaal1      | 104        | 3          | 0     | 0     | 33             | 0              | 0      | 0      | 137    | 3      |
| 2006/07         | AFC Ajax                  | Vlag van Nederland   | Eredivisie        | 28         | 0          | 5     | 0     | 6              | 0              | 5      | 0      | 44     | 0      |
| 2007/08         | AFC Ajax                  | Vlag van Nederland   | Eredivisie        | 16         | 0          | 3     | 0     | 2              | 0              | 1      | 0      | 22     | 0      |
| Club totaal     | Club totaal               | Club totaal          | Club totaal       | 44         | 0          | 8     | 0     | 8              | 0              | 6      | 0      | 66     | 0      |
| 2008/09         | → Steaua Boekarest (huur) | Vlag van Roemenië    | Liga 1            | 20         | 0          |       |       | 4              | 0              | —      | —      | 24     | 0      |
| Club totaal2    | Club totaal2              | Club totaal2         | Club totaal2      | 124        | 3          | 0     | 0     | 37             | 0              | 0      | 0      | 161    | 3      |
| 2009/10         | AFC Ajax                  | Vlag van Nederland   | Eredivisie        | 0          | 0          | 0     | 0     | 0              | 0              | —      | —      | 0      | 0      |
| Club totaal3    | Club totaal3              | Club totaal3         | Club totaal3      | 44         | 0          | 8     | 0     | 8              | 0              | 6      | 0      | 66     | 0      |
| 2010/11         | FC Sion                   | Vlag van Zwitserland | Axpo Super League | 28         | 2          | 2     | 2     | —              | —              | —      | —      | 30     | 4      |
| 2011/12         | FC Sion                   | Vlag van Zwitserland | Axpo Super League | 3          | 0          | 1     | 0     | —              | —              | —      | —      | 4      | 0      |
| Club totaal     | Club totaal               | Club totaal          | Club totaal       | 31         | 2          | 3     | 2     | 0              | 0              | 0      | 0      | 34     | 4      |
| Carrière totaal | Carrière totaal           | Carrière totaal      | Carrière totaal   | 244        | 5          | 11    | 2     | 45             | 0              | 6      | 0      | 306    | 7      |

1 N.B. Dit betreft een clubtotaal, dus een totaal van alle beide bij Steaua Boekarest.

2 N.B. Dit betreft een clubtotaal, dus een totaal van alle beide bij Steaua Boekarest.

3 N.B. Dit betreft een clubtotaal, dus een totaal van alle beide bij AFC Ajax.

## Loopbaan als trainer

### FC Universitatea Cluj
Op 5 september 2014 werd bekendgemaakt dat Ograru was aangesteld als coach van het Roemeense FC Universitatea Cluj. Daar werd hij op 2 maart 2015 ontslagen.

### Overzicht
| Periode   | Club                  | Competitie     | Functie           |
| --------- | --------------------- | -------------- | ----------------- |
| 2014-2015 | FC Universitatea Cluj | Liga I         | Hoofdtrainer      |
| 2016-     | Jong Ajax             | Jupiler Leauge | Assistant Trainer |

## Erelijst
- Zwitserse beker: 2011
- Johan Cruijf Schaal: 2006, 2007
- KNVB beker: 2007, 2010
- Kampioen van Roemenië: 2005, 2006
- Roemeense Supercup: 2006
- Roemeense beker: 1999